# Wereldbeker schaatsen 2006/2007 - Ploegenachtervolging mannen
De kalender voor de ploegenachtervolging mannen tijdens de wereldbeker schaatsen 2006/2007 zag er als volgt uit:
| Race | Plaats  | Datum            |
| ---- | ------- | ---------------- |
| 1    | Berlijn | 19 november 2006 |
| 2    | Turijn  | 3 februari 2007  |
| 3    | Erfurt  | 18 februari 2007 |

## Podia
| Wedstrijd: | Goud:                                                   | Tijd    | Zilver:                                                | Tijd    | Brons:                                           | Tijd    |
| Berlijn    | Nederland Sven Kramer Carl Verheijen Erben Wennemars    | 3.40,79 | Noorwegen Håvard Bøkko Henrik Christiansen Eskil Ervik | 3.45,97 | Canada Arne Dankers Steven Elm Denny Morrison    | 3.46,31 |
| Turijn     | Canada Arne Dankers Steven Elm Denny Morrison           | 3.46,08 | Rusland Jevgeni Lalenkov Aleksej Joenin Ivan Skobrev   | 3.47,86 | Italië Matteo Anesi Enrico Fabris Luca Stefani   | 3.48,22 |
| Erfurt     | Nederland Sven Kramer Carl Verheijen Wouter Olde Heuvel | 3.46,61 | Zweden Joel Eriksson Daniel Friberg Johan Röjler       | 3.48,19 | Japan Shingo Doi Hiroki Hirako Teruhiro Sugimori | 3.49,21 |

Titelverdediger was het team van Canada dat tijdens de wereldbeker schaatsen 2005/2006 de ploegenachtervolging won.

## Eindstand
| #      | Land             | Schaatsers                                                                    | BER | TUR | ERF | Totaal |
| ------ | ---------------- | ----------------------------------------------------------------------------- | --- | --- | --- | ------ |
| Goud   | Nederland        | Kramer, R. Olde Heuvel, W. Olde Heuvel, Prinsen, Ritsma, Verheijen, Wennemars | 100 | 36  | 100 | 236    |
| Zilver | Canada           | Dankers, Elm, Makowsky, D. Morrison, Warsylewicz                              | 70  | 100 | 40  | 210    |
| Brons  | Duitsland        | Heythausen, Lehmann, Schneider, Weber                                         | 50  | 60  | 60  | 170    |
| 4      | Italië           | Anesi, Donagrandi, Fabris, Stefani                                            | 45  | 70  | 50  | 165    |
| 5      | Zweden           | Eriksson, Friberg, Röjler                                                     | 40  | 40  | 80  | 160    |
| 6      | Japan            | Dejima, Doi, Hirako, Otoge, Sugimori                                          | 60  | 28  | 70  | 158    |
| 7      | Rusland          | Beloesov, Joenin, Lalenkov, Sjepel, Skobrev                                   | 32  | 80  | 45  | 157    |
| 8      | Noorwegen        | Bøkko, Christiansen, Ervik, Haugli, Van der Horst, Johansen                   | 80  | 45  | 21  | 146    |
| 9      | Verenigde Staten | Dyrud, Hedrick, Leveille, Loquai, Stewart                                     | 36  | 50  | 28  | 114    |
| 10     | Polen            | Chmura, Druszkiewicz, Kustra, Mazur, Niedzwiedzki                             | 28  | 32  | 36  | 96     |
| 11     | Wit-Rusland      | Smirnov, Michajlov, Visotski                                                  | -   | 16  | 24  | 40     |
| 12     | Frankrijk        | Briand, Contin, Loy                                                           | -   | -   | 32  | 32     |
| 13     | China            | Xin, Xuefeng, Yue                                                             | 24  | -   | -   | 24     |
| 14     | Kazachstan       | Babenko, Kostin, Zjigin                                                       | 21  | -   | -   | 21     |
| 15     | Roemenië         | Grozea, Ionescu, Pop                                                          | 18  | -   | -   | 18     |
| 16     | Tsjechië         | Haselberger, Kulma, Sáblík                                                    | 14  | -   | -   | 14     |